# فورت موریپس
فورت موریپس (انگلیسی: Fort Maurepas) یک مکان تاریخی در کانادا است که در سال 1730 ساخته شده است.